# Spoorlijn Augsburg - Landsberg
De spoorlijn Augsburg - Landsberg am Lech ook wel Lechfeldbahn genoemd is een Duitse spoorlijn als spoorlijn 5304 Augsburg - Bobingen, 5363 Bobingen - Kaufering en 5364 Kaufering - Landsberg onder beheer van DB Netze.

## Geschiedenis
Het eerste deel van het traject werd op 25 augustus 1843 tussen Augsburg en Bobingen geopend. Op 15 mei 1877 werd het traject tussen Bobingen en Kaufering geopend. Het traject tussen Kaufering en Landsberg am Lech werd 1 november 1872 geopend.
Het traject van de Fuchstalbahn tussen Landsberg en Schongau werd op 16 november 1886 geopend

## Treindiensten

### DB
De Deutsche Bahn verzorgt het personenvervoer op dit traject met RE / RB treinen.

### S-Bahn
De S-Bahn, meestal de afkorting voor Stadtschnellbahn, soms ook voor Schnellbahn, is een in Duitsland ontstaan (elektrisch) treinconcept, welke het midden houdt tussen de Regionalbahn en de Stadtbahn. De S-Bahn maakt meestal gebruik van de normale spoorwegen om grote steden te verbinden met andere grote steden of forensengemeenten. De treinen rijden volgens een vaste dienstregeling met een redelijk hoge frequentie.

## Aansluitingen
In de volgende plaatsen was of is er een aansluiting van de volgende spoorwegmaatschappijen:

### Augsburg
- Maximiliansbahn spoorlijn tussen Ulm en München
- Ammerseebahn spoorlijn tussen Augsburg en Geltendorf
- Augsburg - Buchloe spoorlijn tussen Augsburg en Buchloe
- Paartalbahn spoorlijn tussen Augsburg en Ingolstadt
- Augsburger Localbahn spoorlijn rond Augsburg
- Nürnberg – Augsburg spoorlijn tussen Nürnberg en Augsburg
- Augsburg – Welden spoorlijn tussen Augsburg en Welden
- Staudenbahn spoorlijn tussen Augsburg en Türkheim
- Augsburger Verkehrsgesellschaft mbH (AVG) stadstram Augsburg

### Bobingen
- Augsburg - Buchloe spoorlijn tussen Augsburg en Buchloe

### Kaufering
- Allgäubahn spoorlijn tussen Buchloe en Lindau

### Landsberg am Lech
- Fuchstalbahn spoorlijn tussen Landsberg am Lech en Schongau